# Samuel Almeida
Samuel Guilsimar Almeida, conhecido como Samuel Almeida (22 de outubro de 1972), é um político do Estado de Goiás filiado ao Partido Republicano da Ordem Social (PROS). 
Casado com Ana Carolina de Souza Almeida e pai de quatro filhos, Samuel nasceu em Itaguaru, no interior de Goiás, e mudou-se para Goiânia aos 12 anos. 
Iniciou sua carreira política como deputado estadual aos 25 anos, sendo reeleito duas vezes, e tornou-se presidente da Assembleia Legislativa de Goiás em 2005.  
Graduado em Direito, ocupou diversas funções públicas no Estado de Goiás e também na capital goiana, onde foi secretário de Governo de Iris Rezende, na Prefeitura de Goiânia até 2018. 

## Carreira política
Em 1990, como presidente de um conselho político, assumiu uma assessoria na Secretaria Estadual da Saúde.
Em 1998, se elegeu deputado estadual pela primeira vez e foi líder do Governo de 1999 a 2000.
Em 2002, foi reeleito e ocupou a Presidência da Assembleia de janeiro de 2005 até janeiro de 2007.
Foi reeleito e após a conclusão do mandato, ocupou cargos na administração. Foi um dos coordenadores da última campanha do prefeito Iris Rezende, que o convidou para ser secretário de Governo da Prefeitura de Goiânia no ano de 2017. 

Em 2020, assumiu a presidência regional do Partido Republicano da Ordem Social (PROS), em Goiás.